# Palazzo degli Estensi
Palazzo degli Estensi è un palazzo storico, situato nell'omonima via del centro storico di Badia Polesine, comune in provincia di Rovigo posto nell'Alto Polesine.
Realizzato nel XV secolo, è una delle poche testimonianze di architettura gotica sopravvissute in tutto il territorio polesano ed è, assieme all'abbazia della Vangadizza, uno dei simboli del capoluogo altopolesano.

## Storia
Il palazzo, risalente al 1400, è in stile tardo-gotico e occupa un ruolo di rilievo nel tessuto storico-urbanistico della città di Badia Polesine, si trova lungo la via omonima, a due passi dall'abbazia della Vangadizza, e il suo aspetto elegante e ben strutturato, ne ha fatto uno dei simboli di Badia. Guardando alla sua storia, da più parti sembra ormai assodato che il Palazzo fu eretto durante il primo periodo di occupazione veneziana a Badia e che il nome derivi dall'appartenenza dell'edificio forse alla famiglia degli Estensi che, tra il XV e il XVI secolo, vi dimorarono durante la loro permanenza in città. Ricerche più recenti ne attribuiscono la proprietà alla famiglia veneta dei Gradenigo.

## Descrizione
Il Palazzo degli Estensi, osservandone la facciata, è caratterizzato nella parte inferiore da un portico a tre ordini di archi a tutto sesto mentre la parte superiore è contraddistinta da finestre a ogiva e dalla trifora del salone. Questa finestra è realizzata in stile gotico-fiorito, riprendendo il più classico stile veneziano, i suoi archi sono sorretti da colonnine in marmo, elemento architettonico che maggiormente caratterizza la struttura. Per quanto riguarda l'arco delle finestre, esso è “a schiena d'asino” e ricorda lo stile arabeggiante ed è anche questo un motivo frequentissimo nelle costruzioni veneziane.
La facciata che dà sul cortile ripete il disegno della facciata principale dove compare una seconda trifora, assolutamente uguale alla precedente. Molto interessante è il cornicione a sbalzo costituito da mensole che reggono piccoli archi gotici trilobati. Caratteristici sono anche i due camini cilindrici. Esternamente l'edificio è forse il più interessante di Badia, anche se gli interni, utilizzati per scopi diversi e quindi stravolti nel corso dei secoli, non hanno potuto mantenere quanto conservavano in un lontano passato.
Oggi il Palazzo degli Estensi vede il fronte principale costituito da una parte centrale con il pianterreno occupato da un lungo porticato sostenuto da semplici pilastri. Al piano superiore, disposte lateralmente, si aprono cinque finestre monofore architravate con archetti trilobati inscritte in archi acuti mentre, al centro, spicca un'elegante trifora con tre archetti. Da annotare una delle caratteristiche del Palazzo e cioè il coronamento della facciata con gli archetti tipici delle torri merlate medioevali costituite sia dagli archetti stessi, sia dalla merlatura conclusiva sostituita, nel caso del Palazzo degli Estensi, dal tetto con i due splendidi camini. All'interno è conservata una cornice in legno dell'antica cappa del camino, contemporanea al Palazzo. Oltre a questo importante elemento, l'interno nel tempo è stato completamente modificato anche perché il Palazzo per tanti anni è stato adibito ad “Albergo Sant'Antonio”. Tale attività per diversi anni è stata gestita dalla famiglia Munari, e più precisamente dai genitori di Bruno Munari, il famoso designer che ha vissuto gli anni dell'adolescenza a Badia Polesine per trasferirsi poi ventenne a Milano dove diventerà l'artista di fama internazionale oggi conosciuto.